# Сергеев, Никита Вячеславович
Ники́та Вячесла́вович Серге́ев (род. 17 октября 1999, Рузаевка, Республика Мордовия) — российский футболист, полузащитник и нападающий.

## Карьера
Родился и вырос в Рузаевке близ Саранска. Любовь к футболу привил отец Вячеслав Рузаев. В футбольной секции занимался с первого класса под руководством тренера Александра Артемова. После ряда достижений на уровне республики и Приволжского федерального округа был приглашён в юношескую команду «Мордовии», где работал под началом Виктора Бородулина, Игоря Лайкина и Сергея Савочкина. С 2015 года, после матча с «Краснодаром», приглашён в команду, пройдя все её фарм-команды. Дебютировал за основную команду в Премьер-лиге 1 марта 2020 года в матче против «Уфы».
С сентября 2022 — игрок команды чемпионата Краснодарского края «Виста-КубГУ» (Геленджик). В том же году выступал за 2DROTS во втором сезоне Медийной футбольной лиги, в котором стал с командой чемпионом. В конце февраля 2023 года стал футболистом «Спартака» из Костромы. В июле того же года перешёл в «Новосибирск», с которым в итоге в конце января 2024 года расторг контракт по соглашению сторон.

## Статистика выступлений

### Клубная статистика
По состоянию на 8.12.21
| Выступление      | Выступление      | Выступление      | Лига | Лига | Кубки | Кубки | Еврокубки | Еврокубки | Итого | Итого |
| Клуб             | Лига             | Сезон            | Игры | Голы | Игры  | Голы  | Игры      | Голы      | Игры  | Голы  |
| ---------------- | ---------------- | ---------------- | ---- | ---- | ----- | ----- | --------- | --------- | ----- | ----- |
| → Краснодар-3    | ПФЛ              | 2018/18          | 2    | 0    | 0     | 0     | —         | —         | 2     | 0     |
| → Краснодар-3    | ПФЛ              | 2020/21          | 3    | 0    | 0     | 0     | —         | —         | 3     | 0     |
| → Краснодар-3    | Итого            | Итого            | 5    | 0    | 0     | 0     | 0         | 0         | 5     | 0     |
| → Краснодар-2    | ПФЛ              | 2017/18          | 2    | 0    | 0     | 0     | —         | —         | 2     | 0     |
| → Краснодар-2    | ФНЛ              | 2018/19          | 20   | 3    | 0     | 0     | —         | —         | 20    | 3     |
| → Краснодар-2    | ФНЛ              | 2019/20          | 24   | 4    | 0     | 0     | —         | —         | 24    | 4     |
| → Краснодар-2    | ФНЛ              | 2020/21          | 19   | 2    | 0     | 0     | —         | —         | 19    | 2     |
| → Краснодар-2    | ФНЛ              | 2021/22          | 14   | 1    | 0     | 0     | —         | —         | 14    | 1     |
| → Краснодар-2    | Итого            | Итого            | 79   | 10   | 0     | 0     | 0         | 0         | 79    | 10    |
| Краснодар        | Премьер-лига     | 2019/20          | 4    | 0    | 0     | 0     | 0         | 0         | 4     | 0     |
| Краснодар        | Итого            | Итого            | 4    | 0    | 0     | 0     | 0         | 0         | 4     | 0     |
| Всего за карьеру | Всего за карьеру | Всего за карьеру | 69   | 9    | 0     | 0     | 0         | 0         | 69    | 9     |